# Raúl Caneda
Raúl Caneda Pérez (El Grove, Pontevedra; 21 de enero de 1969) es un entrenador de fútbol español. Actualmente dirige al Zhejiang Professional.

## Biografía
Es hermano del también entrenador de fútbol internacional David Caneda Pérez.

## Trayectoria
Raúl Caneda comenzó su andadura en los banquillos junto a Juanma Lillo. Con él compartió la experiencia de dirigir al Dorados de Sinaloa, en México; pero también a la Real Sociedad y al UD Almería en España. 
Su primera gran experiencia como máximo responsable fue la del Al Ittihad, que le llegó a comienzos del año 2012. Con el conjunto árabe brindó grandes tardes de fútbol, rozando incluso la gesta en la Champions League asiática. Raúl Caneda llevó a este equipo a disputar las semifinales después de una apasionante eliminatoria de cuartos en la que tuvo que derrotar al Guangzhou Évergrande de Marcello Lippi.
La andadura de Caneda en el Al Ittihad se terminó en marzo del 2013. Club y técnico acordaron la rescisión del contrato después de una irregular trayectoria en Liga "iban séptimos".
En febrero de 2016, regresa al fútbol de Arabia Saudí. El técnico español, exentrenador del Al Ittihad y Al Nassr en el país árabe, vuelve para entrenar de nuevo al Al Nassr en sustitución de Fabio Cannavaro. El técnico gallego firma hasta final de temporada con el club saudí.
En enero de 2019, se convierte en entrenador del Umm-Salal Sports Club de la Liga de Catar, al que entrenaría hasta noviembre de 2019.
El 28 de enero de 2025, asumió al frente del Zhejiang Professional.

## Clubes como entrenador
| Club                                    | País                   | Año           |
| --------------------------------------- | ---------------------- | ------------- |
| Dorados de Sinaloa (Segundo entrenador) | México                 | 2006-2007     |
| Real Sociedad (Segundo entrenador)      | España                 | 2007-2009     |
| UD Almería (Segundo entrenador)         | España                 | 2009-2011     |
| Ittihad FC                              | Arabia Saudita         | 2012-2013     |
| Al-Nassr FC                             | Arabia Saudita         | 2014          |
| Al-Nassr FC                             | Arabia Saudita         | 2016          |
| Umm-Salal                               | Catar                  | 2019          |
| Khor Fakkan                             | Emiratos Árabes Unidos | 2020          |
| Zhejiang Professional                   | China                  | 2025-presente |